# Nigerianische Fußballnationalmannschaft (U-20-Männer)
Die nigerianische U-20-Fußballnationalmannschaft ist eine Auswahlmannschaft nigerianischer Fußballspieler. Sie unterliegt der Nigeria Football Federation und repräsentiert sie international auf U-20-Ebene, etwa in Freundschaftsspielen gegen die Auswahlmannschaften anderer nationaler Verbände oder bei U-20-Afrikameisterschaften und U-20-Weltmeisterschaften.
Die Mannschaft wurde 1989 in Saudi-Arabien und 2005 in den Niederlanden Vize-Weltmeister.
Darüber hinaus wurde sie siebenmal Afrikameister: 1983, 1985, 1987, 1989, 2005, 2011 und 2015.

## Teilnahme an U-20-Fußballweltmeisterschaften
| 1977 | nicht qualifiziert |
| 1979 | nicht qualifiziert |
| 1981 | nicht qualifiziert |
| 1983 | Vorrunde           |
| 1985 | 3. Platz           |
| 1987 | Vorrunde           |
| 1989 | 2. Platz           |
| 1991 | nicht qualifiziert |
| 1993 | nicht qualifiziert |
| 1995 | nicht qualifiziert |
| 1997 | nicht qualifiziert |
| 1999 | Viertelfinale      |
| 2001 | nicht qualifiziert |
| 2003 | nicht qualifiziert |
| 2005 | 2. Platz           |
| 2007 | Viertelfinale      |
| 2009 | Achtelfinale       |
| 2011 | Viertelfinale      |
| 2013 | Achtelfinale       |
| 2015 | Achtelfinale       |
| 2017 | nicht qualifiziert |
| 2019 | Achtelfinale       |
| 2021 | abgesagt           |
| 2023 | Viertelfinale      |
| 2025 | qualifiziert       |

## Teilnahme an U-20-Afrikameisterschaften
| 1979 | 3. Platz           |
| 1981 | 3. Platz           |
| 1983 | Afrikameister      |
| 1985 | Afrikameister      |
| 1987 | Afrikameister      |
| 1989 | Afrikameister      |
| 1991 | nicht teilgenommen |
| 1993 | Vorrunde           |
| 1995 | 3. Platz           |
| 1997 | nicht qualifiziert |
| 1999 | 2. Platz           |
| 2001 | Vorrunde           |
| 2003 | nicht qualifiziert |
| 2005 | Afrikameister      |
| 2007 | 2. Platz           |
| 2009 | 3. Platz           |
| 2011 | Afrikameister      |
| 2013 | 3. Platz           |
| 2015 | Afrikameister      |
| 2017 | nicht qualifiziert |
| 2019 | 4. Platz           |
| 2021 | nicht qualifiziert |
| 2023 | 3. Platz           |
| 2025 | 3. Platz           |